# 平清綱
平 清綱（たいら の きよつな）は、平安時代末期から鎌倉時代初期の武将。桑名、富津二郎、鷲尾、鷲尾二郎を称す。丹波国住

## 経歴
もと美濃国の在地領主で、のち上洛し滝口武者となった。治承・寿永の乱を経て、頼朝の御家人に列した。文治3年（1187年4月）国衙の下知に背き、年貢を対捍したとして頼朝より下文を下された。建久9年（1198年）左衛門少尉と見える。